# Kruhel (szczyt)
Kruhel – widokowy szczyt o wysokości 364 m n.p.m. w północno-wschodniej części Pogórza Przemyskiego. Jest najwyższym wzniesieniem w granicach administracyjnych Przemyśla. Jego stoki opadają: na południowy zachód – ku Przełęczy pod Wapielnicą, zaś na północ – ku dzielnicy Zielonka.

Na szczycie znajdują się ruiny stanowisk Baterii 3 "Kruhel", należącej do przemyskiej twierdzy. W latach 20. XX wieku na Kruhelu znajdowała się skocznia narciarska, wykorzystywana m.in. przez Przemyskie Towarzystwo Narciarskie.

## Szlaki turystyczne
Od północnego zachodu szczyt Kruhela trawersuje  Czerwony Szlak Przemysko-Sanocki na odcinku: Przemyśl – Kruhel - Wapielnica – Helicha – Rokszyce – Brylińce